# Leioderes turki
Leioderes turki är en skalbaggsart som beskrevs av Ludwig Ganglbauer 1885. Leioderes turki ingår i släktet Leioderes och familjen långhorningar. Inga underarter finns listade i Catalogue of Life.